# Jack Butler Yeats

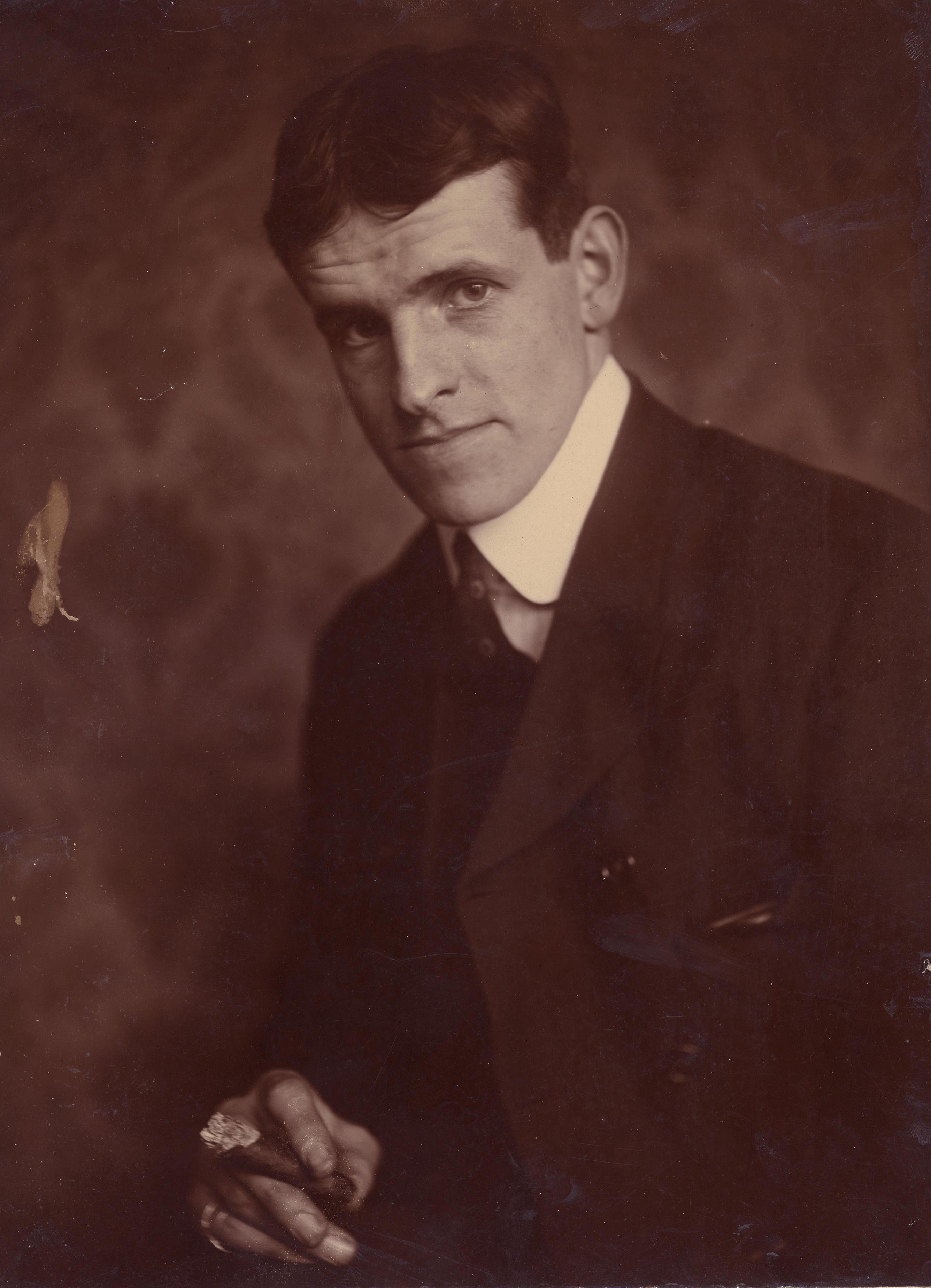
Portret van Jack Butler Yeats door Alice Boughton, 1904, Archives of American Art, Washington

Jack Butler Yeats (Londen, 29 augustus 1871 – Dublin, 28 maart 1957 ) was een Iers beeldend kunstenaar. Hij stamde uit een beroemd Iers kunstenaarsgeslacht. Zijn vader was de kunstschilder John Butler Yeats, de dichter en Nobelprijswinnaar William Butler Yeats was zijn broer en ook zijn zusters waren actief in de kunstwereld.
Yeats begon als illustrator van verhalen in boeken en diverse tijdschriften, vaak onder pseudoniem. In 1894 produceerde hij als eerste een verhaal over Sherlock Holmes in cartoonvorm. In het begin van de 20e eeuw begon hij te werken met olieverf. Zijn vroege werk was realistisch van aard; in de jaren 20 werd het meer expressionistisch. Vaak verbeeldde hij typisch Ierse onderwerpen, geïnspireerd door de omgeving waar hij opgroeide (het graafschap Sligo) en thema’s uit de Keltische mythologie. Hoewel niet politiek actief, voelde hij zich wel verwant met de Ierse republikeinse zaak.
Naast schilderen had Yeats ook belangstelling voor het theater. Hij ontwierp decors en schreef toneelstukken. Ook essays en een aantal romans staan op zijn naam, waaronder The Careless Flower, The Amaranthers en The Charmed Life.
Saillant detail is dat Yeats een zilveren medaille won bij de Olympische Spelen van 1924. Tot 1954 vonden tijdens de Spelen kunstenaarscompetities plaats waarin, in de categorieën architectuur, literatuur, muziek, schilder- en beeldhouwkunst, werken centraal stonden die met sport te maken hadden.